# Saint-Romain-de-Benet
Saint-Romain-de-Benet és un municipi francès situat al departament del Charente Marítim i a la regió de la Nova Aquitània. L'any 2007 tenia 1.595 habitants.

## Demografia

### Població
El 2007 la població de fet de Saint-Romain-de-Benet era de 1.595 persones. Hi havia 638 famílies de les quals 162 eren unipersonals (91 homes vivint sols i 71 dones vivint soles), 232 parelles sense fills, 197 parelles amb fills i 47 famílies monoparentals amb fills.
La població ha evolucionat segons el següent gràfic:
Habitants censats

### Habitatges
El 2007 hi havia 854 habitatges, 663 eren l'habitatge principal de la família, 128 eren segones residències i 63 estaven desocupats. 826 eren cases i 21 eren apartaments. Dels 663 habitatges principals, 535 estaven ocupats pels seus propietaris, 97 estaven llogats i ocupats pels llogaters i 31 estaven cedits a títol gratuït; 6 tenien una cambra, 26 en tenien dues, 107 en tenien tres, 190 en tenien quatre i 334 en tenien cinc o més. 509 habitatges disposaven pel capbaix d'una plaça de pàrquing. A 284 habitatges hi havia un automòbil i a 324 n'hi havia dos o més.

### Piràmide de població
La piràmide de població per edats i sexe el 2009 era:
| Homes | Edats   | Dones |
| ----- | ------- | ----- |
| 0     | 95 o +  | 0     |
| 4     | 90 a 94 | 4     |
| 16    | 85 a 89 | 28    |
| 8     | 80 a 84 | 16    |
| 36    | 75 a 79 | 44    |
| 40    | 70 a 74 | 36    |
| 44    | 65 a 69 | 8     |
| 28    | 60 a 64 | 44    |
| 44    | 55 a 59 | 40    |
| 52    | 50 a 54 | 52    |
| 64    | 45 a 49 | 52    |
| 60    | 40 a 44 | 52    |
| 40    | 35 a 39 | 32    |
| 48    | 30 a 34 | 44    |
| 36    | 25 a 29 | 40    |
| 32    | 20 a 24 | 36    |
| 40    | 15 a 19 | 32    |
| 36    | 10 a 14 | 52    |
| 36    | 5 a 9   | 32    |
| 40    | 0 a 4   | 20    |

## Economia
El 2007 la població en edat de treballar era de 994 persones, 708 eren actives i 286 eren inactives. De les 708 persones actives 631 estaven ocupades (342 homes i 289 dones) i 76 estaven aturades (32 homes i 44 dones). De les 286 persones inactives 140 estaven jubilades, 61 estaven estudiant i 85 estaven classificades com a «altres inactius».

### Ingressos
El 2009 a Saint-Romain-de-Benet hi havia 670 unitats fiscals que integraven 1.600,5 persones, la mediana anual d'ingressos fiscals per persona era de 16.105 €.

### Activitats econòmiques
Dels 68 establiments que hi havia el 2007, 1 era d'una empresa extractiva, 2 d'empreses alimentàries, 1 d'una empresa de fabricació d'altres productes industrials, 27 d'empreses de construcció, 13 d'empreses de comerç i reparació d'automòbils, 2 d'empreses de transport, 6 d'empreses d'hostatgeria i restauració, 1 d'una empresa financera, 2 d'empreses immobiliàries, 4 d'empreses de serveis, 5 d'entitats de l'administració pública i 4 d'empreses classificades com a «altres activitats de serveis».
Dels 32 establiments de servei als particulars que hi havia el 2009, 1 era una oficina de correu, 1 funerària, 2 tallers de reparació d'automòbils i de material agrícola, 6 paletes, 4 guixaires pintors, 5 fusteries, 5 lampisteries, 2 electricistes, 1 empresa de construcció, 1 perruqueria i 4 restaurants.
Dels 3 establiments comercials que hi havia el 2009, 2 eren fleques i 1 una carnisseria.
L'any 2000 a Saint-Romain-de-Benet hi havia 58 explotacions agrícoles que ocupaven un total de 2.263 hectàrees.

## Equipaments sanitaris i escolars
El 2009 hi havia una escola elemental.

## Poblacions més properes
El següent diagrama mostra les poblacions més properes.